# Place d’Italie (Paris)
Der Place d’Italie ist ein Platz im 13. Arrondissement von Paris.

## Lage
Der Platz hat einen Durchmesser von 200 m. Im Zentrum liegt der Jardin Françoise Giroud mit einem (abgedeckten) Wasserbecken in der Mitte und einem Denkmal des Marschalls Alphonse Juin.
Der Platz vor dem Einkaufszentrum Italie Deux heißt seit 1995 „Place Henri Langlois“.

## Namensursprung
Seinen Namen verdankt der Platz seiner Nähe zur Avenue d’Italie: Es ist der Beginn der Straße, die Paris mit Italien verbindet, die heutige N7.

## Geschichte

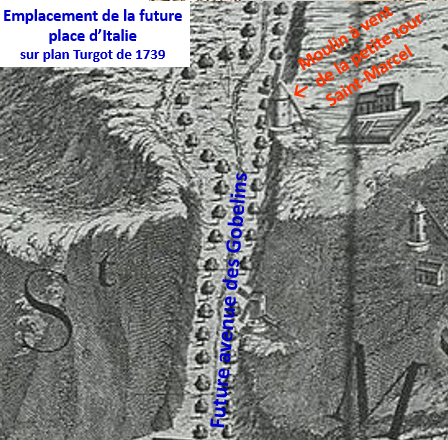
Plan Turgot de 1739 (sud en haut).
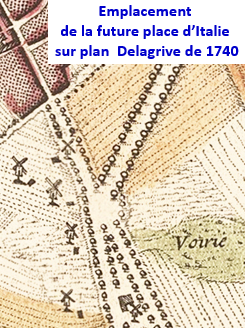
Le site vers 1750.
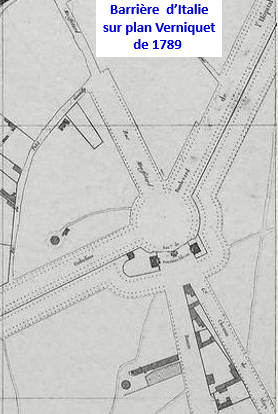
Barrière d'Italie en 1789.
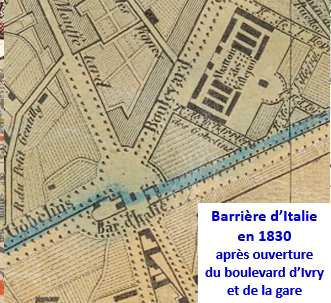
Barrière d'Italie en 1830.
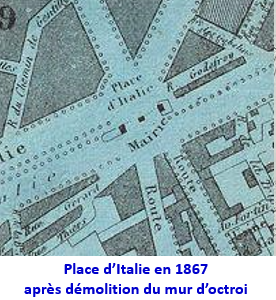
Place d'Italie en 1867.
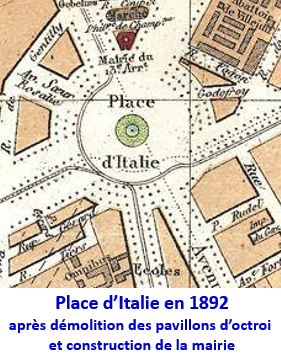
Place d'Italie en 1892.

Die hier abgebildeten Pläne zeigen, wie sich aus der ursprünglichen Alleestraße der heutigeVerkehrsknotenpunkt entwickelt hat.
Der Place d’Italie befindet sich am Beginn der alten Römerstraße, die Lutetia mit Lugdunum (Lyon) verband und deren Verlauf unter Franz I. als Route de Fontainebleau angelegt wurde. Als Napoleon III. hier seinen Italienfeldzug begann, erhielten Platz und Avenue ihre heutigen Namen. Es ist auch der Beginn der Nationalstraße 7, die Anfang des 18. Jahrhunderts vom Corps des ingénieurs des ponts et chaussées angelegt wurde.
Als das Gebiet zwischen der Mauer der Generalpächter und der Thiersschen Stadtbefestigung 1860 von Paris annektiert wurde, wurden die Barrieren und Mauern beseitigt. Dadurch entstand ein Boulevardgürtel, der die inneren und äußeren Boulevards miteinander verband. Das Rathaus des neuen Viertels wurde zunächst in einer der ehemaligen Zollstationen eingerichtet.

Place d’Italie früher und heute
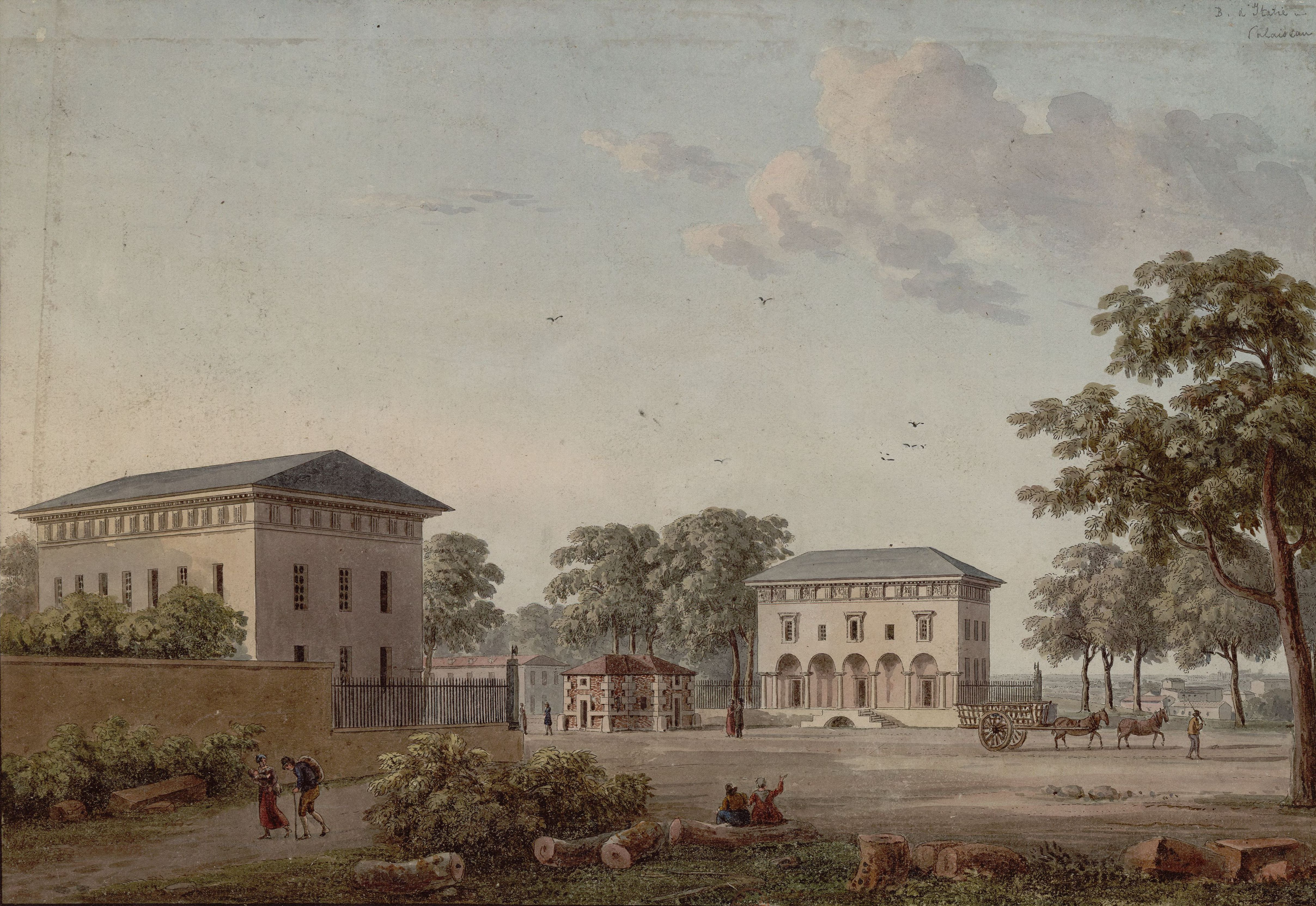
Barrière d'Italie (Paris) 1819 Zollstation
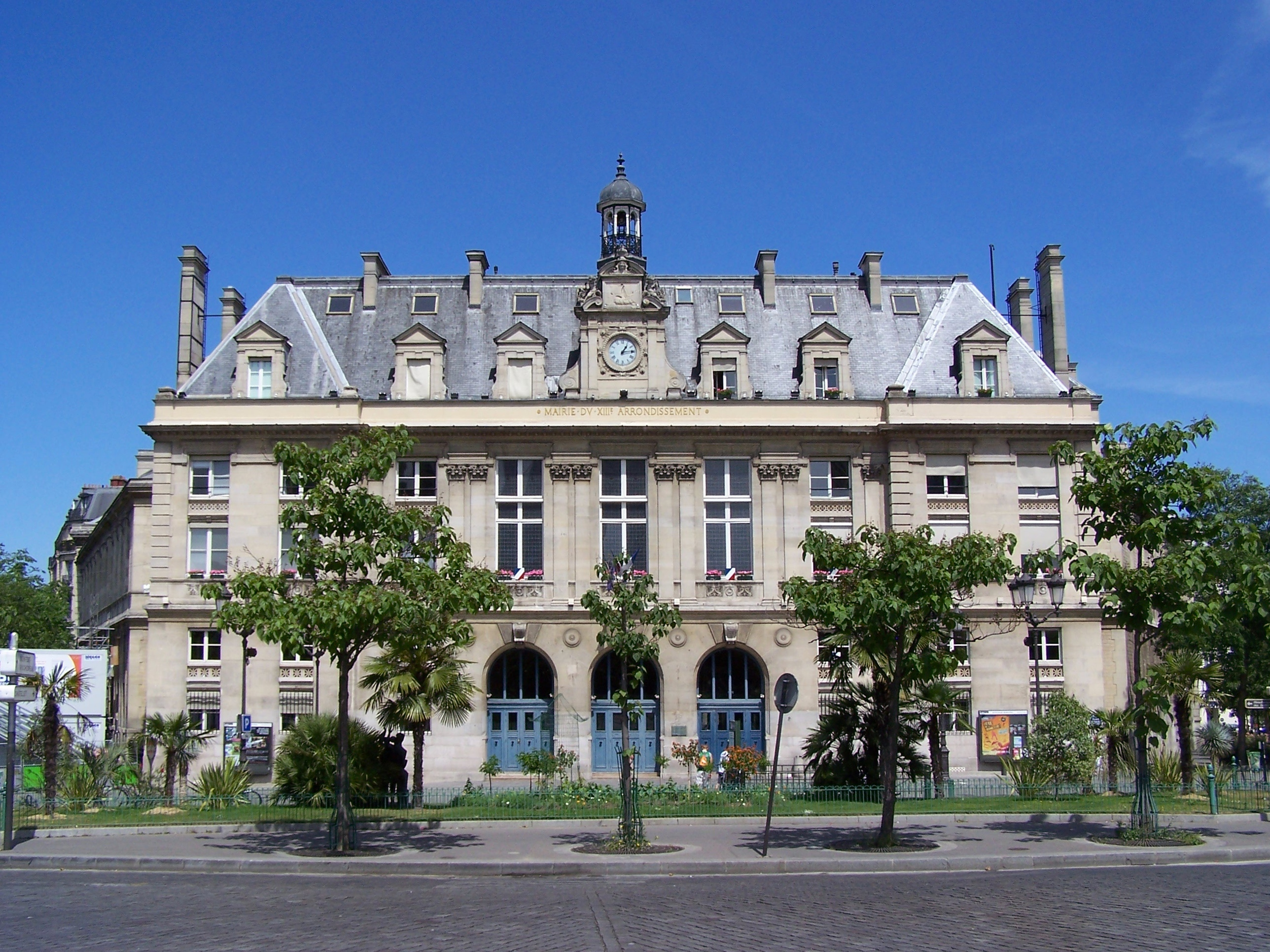
Rathaus des 13. Arr.

Aufgrund der schwierigen Topografie und der Unmöglichkeit, in alle Richtungen strahlenförmige Achsen zu schaffen, weist der große runde Platz jedoch weder die Regelmäßigkeit noch die Größe der Knotenpunkte Place Charles de Gaulle und Place de la Nation auf.

## DasHerz des 13. Arrondissement

Place d’Italie im Mittelpunkt von vier Stadtbezirken

An dem Platz treffen vier Stadtbezirke zusammen und in der Nähe gibt es beliebte Viertel: Asiatisches Viertel, Butte aux Cailles. Außerdem liegt hier ein Kreuzungspunkt für den Autoverkehr und die meisten Métro- und Buslinien. Es ist ein Transitpunkt zwischen den Vororten und dem Zentrum von Paris oder zwischen dem Viertel Montparnasse und dem rechten Seineufer. Am Platz liegt eines der größten Einkaufszentren von Paris. Die angrenzende Avenue des Gobelins ist ein beliebtes Ziel für Restaurantbesucher und Nachtschwärmer.

## Sehenswürdigkeiten

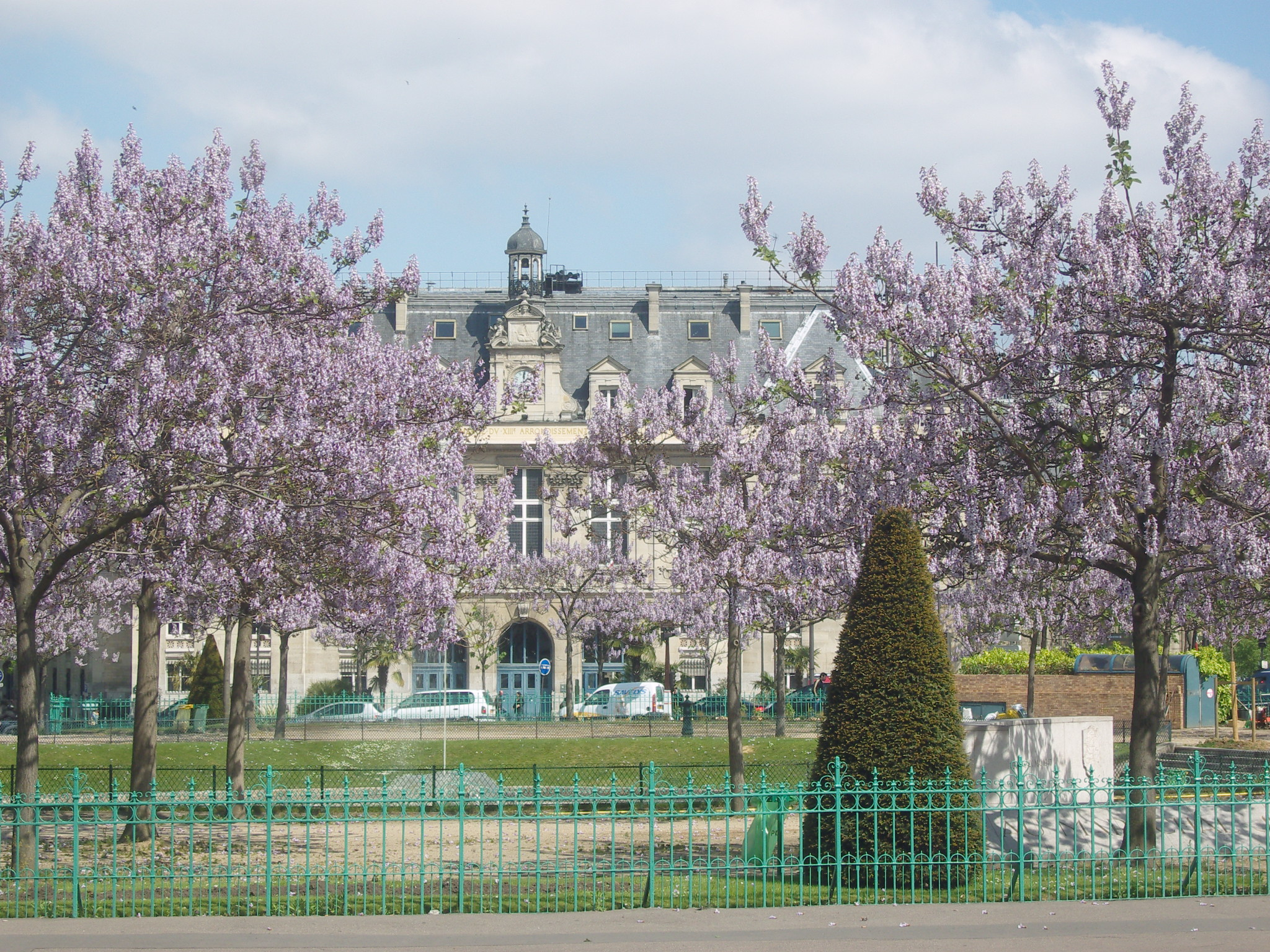
Blauglockenbäume säumen den Platz in der Mitte.

- Den Mittelpunkt des Platzes bildet der Jardin Françoise Giroud, der aufgrund seiner schwierigen Zugänglichkeit wenig besucht wird.
- Zwei Métro-Ausgänge von Hector Guimard wurden 1978 in die Liste der Monument historique aufgenommen.[5]
- In der Grünanlage vor dem Rathaus befindet sich die Skulptur Le Retour du fils prodigue, Version 1964, von Ossip Zadkine.[6]